# Sestola
Sestola é uma comuna italiana da região da Emília-Romanha, província de Modena, com cerca de 2.646 habitantes. Estende-se por uma área de 52 km², tendo uma densidade populacional de 51 hab/km². Faz fronteira com Fanano, Montecreto.

## Demografia
| Variação demográfica do município entre 1861 e 2011                               |
|                                                                                   |
| Fonte: Istituto Nazionale di Statistica (ISTAT) - Elaboração gráfica da Wikipedia |